# Sebeka
Sebeka é uma cidade localizada no estado americano de Minnesota, no Condado de Wadena.

## Demografia
Segundo o censo americano de 2000, a sua população era de 710 habitantes.
Em 2006, foi estimada uma população de 663, um decréscimo de 47 (-6.6%).

## Geografia
De acordo com o United States Census Bureau tem uma área de
6,4 km², dos quais 6,4 km² cobertos por terra e 0,0 km² cobertos por água. Sebeka localiza-se a aproximadamente 422 m acima do nível do mar.

## Localidades na vizinhança
O diagrama seguinte representa as localidades num raio de 28 km ao redor de Sebeka.